# Шафрановий колір

Священний трикутний прапор Сикхів «Нішан Сахиб» шафранового кольору

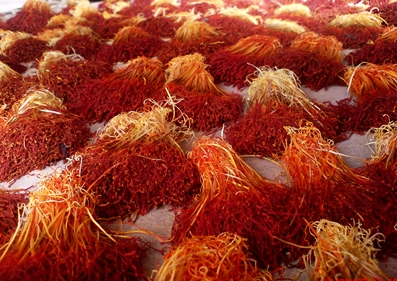
Шафран (пряність)

Шафра́новий колір — колір, що поєднує відтінки золотавого та жовтого кольорів. Ім'я шафрановий колір має пряме походження від пряності з такою назвою. Шафран містить каротиноїд кроцин, що надає йому помаранчевий або золотаво-жовтий відтінок і робить його харчовим барвником. Ці властивості роблять шафран поширеним харчовим інгредієнтом у багатьох країнах світу.

## Походження слова
Слово «шафран» походить від слова XII століття фр. safran, яке у свою чергу походить від лат. safranum. Це слово також пов'язане з італ. zafferano та ісп. azafrán і в свою чергу походить від араб. aṣfar (أَصْفَر‎), «жовтий», пройшовши через слово араб. zaʻfarān (زَعْفَرَان‎), назву цієї спеції арабською мовою.
Перша згадка шафрану, як кольору, на території Англії зафіксована у 1200 році.